# ثوران جبل أغونغ 2017
ثوران جبل أغونغ هو ثوران بركاني حصل في جبل آغونغ في جزيرة بالي في إندونيسيا في 27 نوفمبر 2017 تسببت بإعلان حالة الطوارئ في إندونيسيا، أعتبر هذا البركان الأعلى في تاريخ المكان، وقد ذكرت وسائل عن احتمالية أن يتسبب البركان بهجرة 122 ألف شخص، علمًا بأن السلطات أمرت بإجلاء أكثر من 100,000 نسمة يعيشون ضمن نطاق 10 كيلومترات من محيط البركان بحلول يوم 26 نوفمبر لظهور بوادر الانفجار المذكور.